# Pál Kitaibel
Pál Kitaibel (n. 3 februarie 1757, Mattersburg, Burgenland, Austria – d. 13 decembrie 1817, Pesta, Regatul Ungariei) a fost un botanist și chimist de origine maghiară.
S-a născut la Mattersburg și a studiat botanica și chimia la universitatea din Buda. În 1794 a devenit profesor și a predat în Pesta.
În timp ce studia flora și hidrografia Ungariei a descoperit telurul, pentru care însă i-a oferit creditul de descoperitor colegului sau Franz-Joseph Müller von Reichenstein (Müller Ferenc József), care îl descoperise deja în 1782, deși nu a mai continuat să-l studieze.
A publicat împreună cu Franz de Paula Adam von Waldstein (1759–1823) Descriptiones et icones plantarum rariorum Hungariae (M. A. Schmidt, Vienna, trei volume, 1802–1812).
A murit în Budapesta în 1817.
Genul de nalbă kitaibela a fost numit după el de către Carl Ludwig von Willdenow.
Șopârlița de frunzar a primit denumirea științifică Ablepharus kitaibelii în onoarea savantului.
1. ↑  Kitaibel, Paul (BLKÖ)[*] Verificați valoarea |titlelink= (ajutor)
2. ↑  CONOR.SI[*] Verificați valoarea |titlelink= (ajutor)